# Archips crataegana
Tordeuse de l'aubépine
Espèce
Archips crataegana, la Tordeuse de l'aubépine, est une espèce de Lépidoptères de la famille des Tortricidae et du genre Archips, répandue dans toute l'Europe. La chenille est polyphage, consommant notamment les feuilles des arbres feuillus.

## Répartition
C'est une espèce endémique d'Europe, présente dans la majorité des pays y compris la France, peut-être moins dans les régions méditerranéennes.

## Description

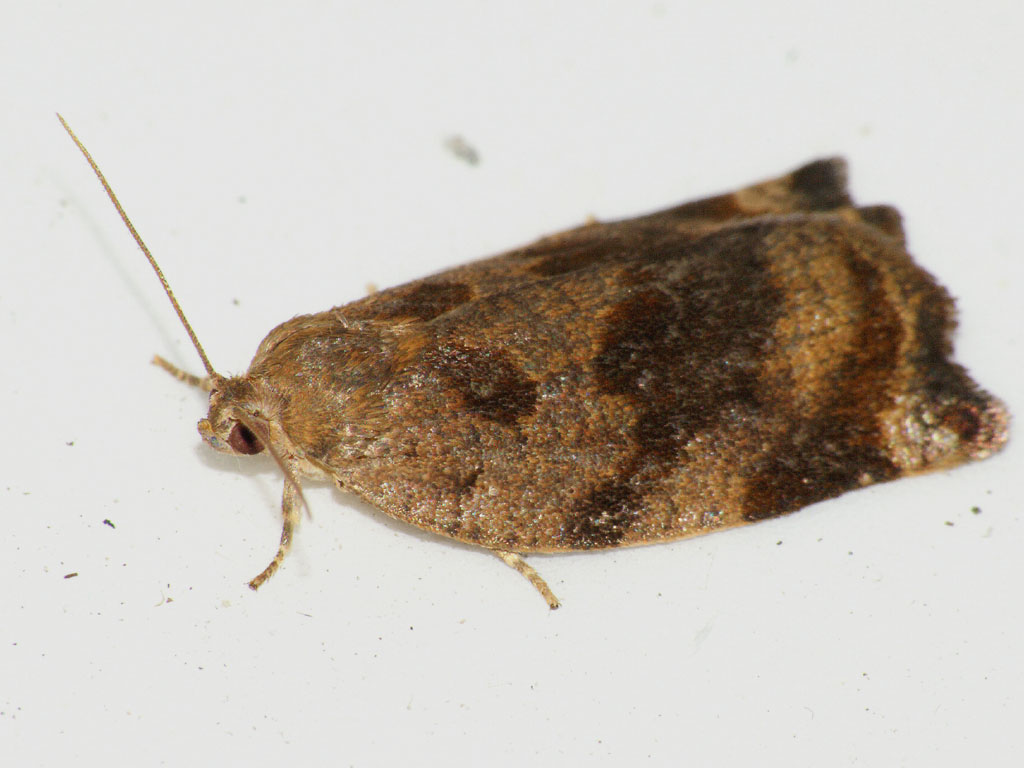
Femelle.

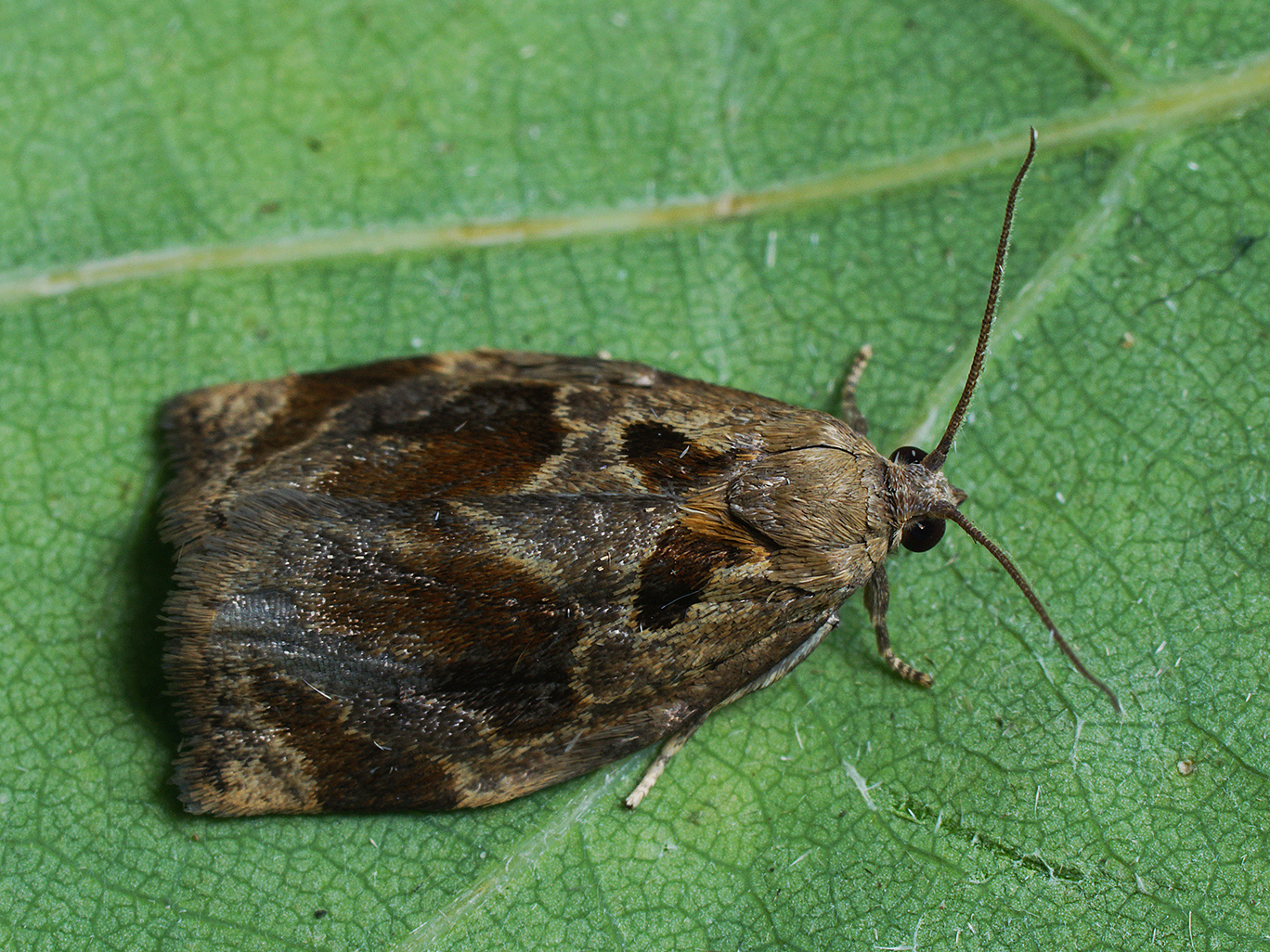
Mâle.

Archips crataegana a une envergure de 18 à 27 mm. Ses ailes antérieures sont brun-gris, avec deux larges marbrures obliques brun rougeâtre et une plus petite vers la base. L'une des deux, située vers le milieu, est large et part du bord interne mais ne touche pas le bord costal. L'autre, de forme triangulaire arrondie, est située vers l'extérieur et part de la côte en direction du bord interne sans le toucher. Les femelles sont plus grandes que les mâles et possèdent des ailes plus sombres. Le reste du corps est brun pâle. Les chenilles ont un corps gris à verdâtre, une tête noir brillant, et possèdent quelques soies argentées sur tout le corps.

## Biologie
Les papillons de la Tordeuse de l'aubépine volent de juin à août, principalement à la tombée de la nuit. Ils se rencontrent dans les bois, les vergers, les haies. 

### Reproduction

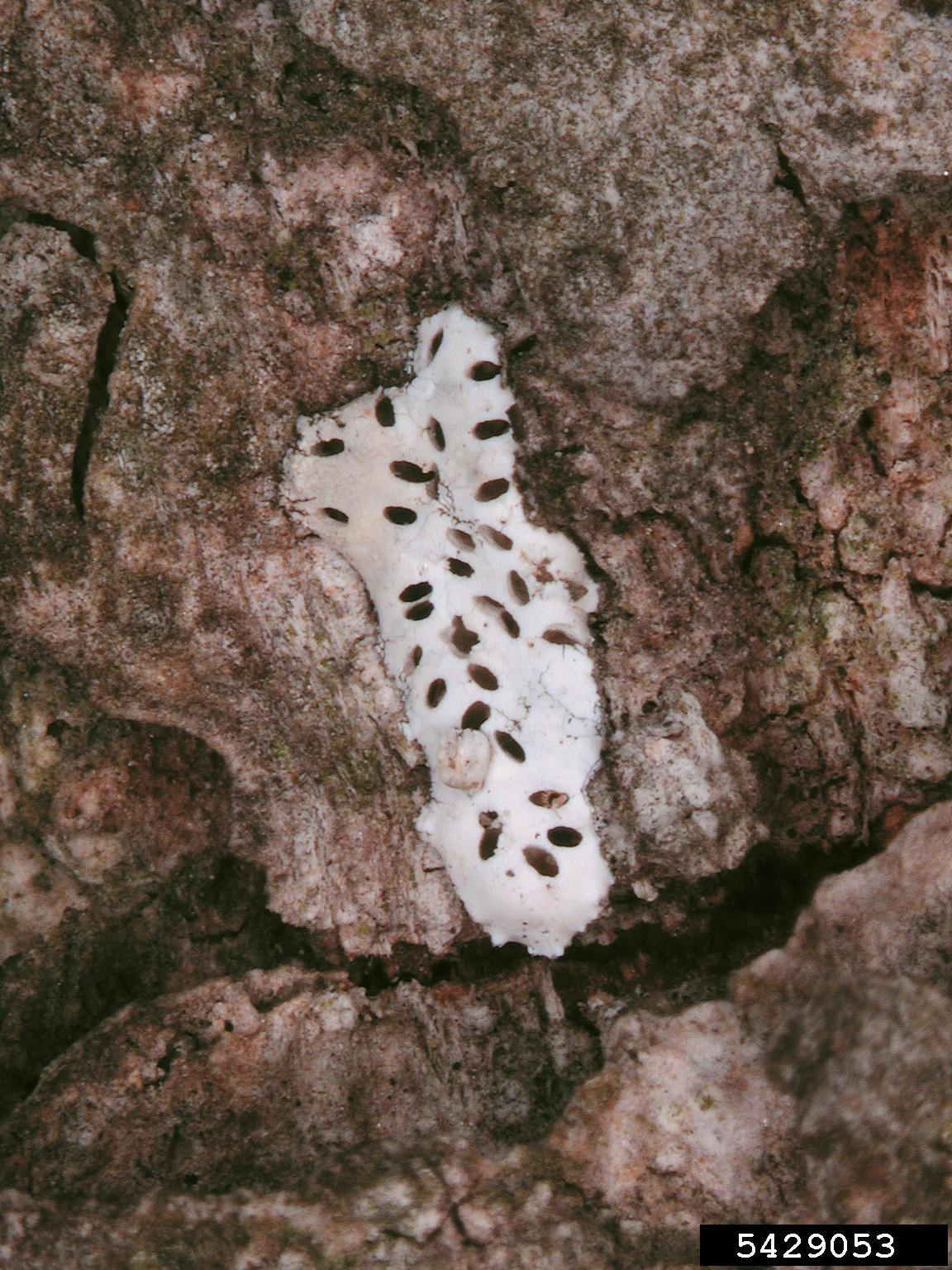
Œufs.

L'espèce a une génération par an. Les œufs sont pondus par groupes bien visibles d'une trentaine, sur les troncs et les branches. Ils éclosent vers avril. Les chenilles enroulent le bord des feuilles en un tube à l'aide d'un fil de soie pour y vivre à l'intérieur, d'où le nom de « Tordeuse ». Les chenilles effectuent leur nymphose dans ces tubes.

### Plantes hôtes
La chenille est polyphage, se nourrissant de feuilles développées de nombreux arbres feuillus (Chêne, Orme, Frêne, Saules Peuplier, Pommier) pour lesquels elle peut être nuisible, mais les dégâts sont généralement peu importants.
Ci-dessous la liste exhaustive des plantes hôtes de Archips crataegana :
- Acer
- Aesculus hippocastanum
- Betula
- Cotoneaster
- Crataegus monogyna
- Fagus sylvatica
- Frangula alnus
- Fraxinus excelsior
- Hypericum perforatum
- Malus domestica
- Mespilus
- Populus tremula
- Prunus domestica
- Prunus spinosa
- Pyrus
- Quercus robur
- Rhamnus saxatilis
- Salix

### Prédateurs
La Tordeuse de l'aubépine est la proie des oiseaux, des araignées, et peut être parasitée. Les passereaux apprécient les chenilles des papillons pour nourrir leurs petits.

## Systématique
Le nom scientifique complet (avec auteur) de ce taxon est Archips crataegana (Hübner, 1799). L'espèce a été initialement classée dans le genre Tortrix sous le protonyme Tortrix crataegana, par l'entomologiste bavarois Jacob Hübner, en 1799.
Archips crataegana a pour synonymes :
- Archips confluens Obraztsov, 1957
- Archips roborana (Hübner, 1799)
- Cacoecia rubromaculata Schawerda, 1933
- Cacoecia xylosteana Fischer von Röslerstamm, 1840
- Tortrix crataegana Hübner, 1799
- Tortrix roborana Hübner, 1799

L'espèce se nomme en français « Tordeuse de l'aubépine »,.

## Menaces et conservation
Cette espèce est sensible à la dégradation de son habitat, aux pesticides, à la circulation routière, au broyage systématique des haies, à la pollution lumineuse et aux pratiques agricoles et sylvicoles inappropriées : tout cela tue un nombre très important d'adultes et de chenilles. L'espèce ne bénéficie toutefois pas d'un statut de protection particulier.